# 小島佑太
小島 佑太（こじま ゆうた、1983年10月31日 - ）は、栃木県宇都宮市出身のプロバスケットボール選手である。ポジションはスモールフォワード。

## 来歴
10歳の時に宇都宮市立東小学校にてバスケットボールを始める。
宇都宮市立陽北中学校を卒業後、宇都宮学園高校に進学。高校2年生の2000年ウィンターカップで1年先輩の荒井尚光とともに初の全国大会出場を果たすも、2回戦（初戦）で中川兄弟(中川直之・和之)擁する豊浦高校に 77-78 の1点差で惜敗。この試合、小島はチーム最多の24点と活躍する。
2002年に拓殖大学進学後、3年生の時にインカレ3位に貢献する。
2006年、日立サンロッカーズに入団。
2008年、bjリーグに新規参入する滋賀レイクスターズよりドラフト全体11位（3巡目）指名を受け入団。
2010年、エクスパンションドラフトで新規参入チームの宮崎シャイニングサンズに指名され移籍。副キャプテンに就任し、2010-11シーズンは総出場時間が初めて1000分を超えた。2011-12シーズンはシーズン途中で負傷し、前シーズンより出場時間が減少した。2012-13シーズンは自身一人を残して他の選手が全員退団。キャプテンを務め、レギュラーシーズン全52試合（うちスターター51試合）に出場。
前シーズン終了後に宮崎チームは消滅し、新規参入チームの青森ワッツに移籍、bjリーグ最終シーズンの2016年まで在籍した。
2016年、パスラボ山形ワイヴァンズへ移籍、2018年まで在籍。
2018年、アースフレンズ東京Zへ移籍。

## 経歴
- 宇都宮市立陽北中学校 - 宇都宮学園高校 - 拓殖大学 -　日立 - 滋賀（2008年～2010年） - 宮崎（2010年～2013年） - 青森（2013年～2016年） - 山形（2016年～2018年） - 東京Z（2018年～）

## 記録
| シーズン | チーム | GP | GS | MPG  | FG%  | 3P%  | FT%  | RPG | APG | SPG | BPG | TO  | PPG |
| -------- | ------ | -- | -- | ---- | ---- | ---- | ---- | --- | --- | --- | --- | --- | --- |
| 2006-07  | 日立   |    |    |      |      |      |      |     |     |     |     |     |     |
| 2007-08  | 日立   |    |    |      |      |      |      |     |     |     |     |     |     |
| 2008-09  | 滋賀   |    |    |      |      |      |      |     |     |     |     |     |     |
| 2009-10  | 滋賀   |    |    |      |      |      |      |     |     |     |     |     |     |
| 2010-11  | 宮崎   | 50 | 17 | 21.6 | .308 | .190 | .650 | 3.5 | 1.8 | 1.2 | 0.2 | 1.3 | 3.6 |
| 2011-12  | 宮崎   | 37 | 9  | 14.1 | .345 | .235 | .581 | 2.8 | 0.8 | 0.4 | 0.1 | 0.6 | 2.2 |
| 2012-13  | 宮崎   | 52 | 51 | 21.5 | .319 | .260 | .491 | 3.3 | 1.5 | 0.9 | 0.2 | 1.3 | 4.8 |
| 2013-14  | 青森   | 52 | 46 | 19.9 | .359 | .167 | .550 | 2.7 | 1.8 | 1.1 | 0.2 | 1.4 | 4.1 |